# Abba-El
Abba-El lub Abban – słabo znany amorycki król syryjskiego państwa Jamhad, panujący pod koniec 1 połowy XVIII wieku p.n.e., syn Hammurapi I. Współczesny był Samsu-ilunie z Babilonu.